# Dylan Borrero
Dylan Borrero (Palmira, 2002. január 5. –) kolumbiai válogatott labdarúgó, az amerikai New England Revolution csatárja.

## Pályafutása

### Klubcsapatokban
Borrero a kolumbiai Palmira városában született. Az ifjúsági pályafutását a Santa Fe akadémiájánál kezdte.
2019-ben mutatkozott be a Santa Fe felnőtt keretében. 2020-ban a brazil Atlético Mineirohoz igazolt. 2022. április 22-én hároméves szerződést kötött az észak-amerikai első osztályban szereplő New England Revolution együttesével. Először a 2022. május 22-ei, Cincinnati ellen 3–2-re megnyert mérkőzés 64. percében, Damian Rivera cseréjeként lépett pályára. Első gólját 2022. június 19-én, a Minnesota United ellen hazai pályán 2–1-es győzelemmel zárult találkozón szerezte meg.

### A válogatottban
Borrero az U17-es, az U18-as és az U20-as korosztályú válogatottakban is képviselte Kolumbiát.
2023-ban debütált a felnőtt válogatottban. Először a 2023. január 29-ei, Amerikai ellen 0–0-ás döntetlennel zárult mérkőzésen lépett pályára.

## Statisztikák
2023. április 30. szerint
| Klub                   | Szezon   | Osztály  | Bajnokság | Bajnokság | Kupa  | Kupa | Nemzetközi | Nemzetközi | Összesen | Összesen |
| Klub                   | Szezon   | Osztály  | Meccs     | Gól       | Meccs | Gól  | Meccs      | Gól        | Meccs    | Gól      |
| ---------------------- | -------- | -------- | --------- | --------- | ----- | ---- | ---------- | ---------- | -------- | -------- |
| New England Revolution | 2022     | MLS      | 12        | 3         | 1     | 0    | —          | —          | 13       | 3        |
| New England Revolution | 2023     | MLS      | 8         | 2         | 1     | 0    | —          | —          | 9        | 2        |
| Összesen               | Összesen | Összesen | 20        | 5         | 2     | 0    | 0          | 0          | 22       | 5        |

### A válogatottban
| Válogatott | Év       | Pályára lépés | Gól |
| ---------- | -------- | ------------- | --- |
| Kolumbia   | 2023     | 3             | 0   |
| Összesen   | Összesen | 3             | 0   |